# 33e régiment d'infanterie de marine
Le 33e régiment d'infanterie de marine  est une unité de l'armée française. Régiment de réserve du 3e régiment d'infanterie coloniale, le 33e régiment d'infanterie coloniale est constitué à Rochefort-sur-Mer au cours de la mobilisation de 1914. Il est dissous le 28 avril 1919.
Création et casernement 2 août 1914 à Rochefort et Marennes. Dissous en 2012, il est immédiatement recréé sous le nom de Détachement Terre Antilles 33e RIMa.
Le 1er août 2015, il retrouve son appellation de 33e régiment d'infanterie de marine.

## Création et différentes dénominations
- 2 août 1914 : Formation à Rochefort-sur-Mer du 33e Régiment d'Infanterie Coloniale
- 20 avril 1919 : Dissolution
- 2 septembre 1939 : Reformation à Montauban du 33e Régiment d'Infanterie Coloniale
- 16 avril 1940 : Renommé 33e Régiment d'Infanterie Colonial Mixte-Sénégalais
- 1er août 1940 : Dissolution
- 1er janvier 1961 : Il est reconstitué à Fort de France en tant que 33e Régiment d'Infanterie de Marine
- Jadis régiment de tradition des Antilles-Guyane, le 33e de Marine est aujourd'hui une plate-forme outre-mer stationnée exclusivement en Martinique et ayant pour domaine d'action la zone Caraïbe
- 5 juillet 2012 : Renommé Détachement Terre Antilles 33e RIMa
- 1er août 2015 : Redevient 33e Régiment d'Infanterie de Marine

## Rattachement
- août 1914 - juin 1915 : 148e division d'infanterie ;
- juin 1915 - novembre 1918 : 10e division d'infanterie coloniale.

## Historique

### La Première Guerre mondiale
Rattachement

#### 1914

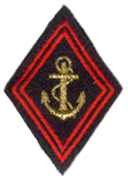
Insigne d'épaule l'ancre d'infanterie de marine.

Reprise de l'offensive en Champagne :
- 20 décembre : Ferme de Beauséjour
- 28 décembre : Tranchée de la Verrue

#### 1915
Seconde bataille de Champagne :
- 25 - 30 septembre : Tranchée de Wagram, Souain, Retranchement des Vandales

#### 1916
Bataille de la Somme
- Juillet - septembre : Belloy-en-Santerre, Villers-Carbonnel

#### 1917
- Avril-mai : Le Chemin des Dames

#### 1918
- Juin : Château-Thierry
- 15 - 18 juillet : Champagne : Ouest d'Épernay
- 9 - 11 novembre : Etain

### La Seconde Guerre mondiale
Le 1er mai 1940, il est remis sur pied et devient le 33e régiment d'infanterie coloniale mixte sénégalais. Dissous le 1er août 1940.

### L'après Seconde Guerre mondiale
Il est reconstitué le 1er janvier 1961 comme régiment de tradition des Antilles-Guyane. Depuis cette date, il affirme la présence française aux Caraïbes.
En 1998, le 33e régiment d'infanterie de marine se réorganise et se professionnalise dans le cadre de la refondation de l'Armée de terre.
Le régiment professionnel en juillet 2000 est composé pour un tiers de permanents civils et de réserve, pour un tiers de militaires en mission de longue durée et le tiers restant en mission de courte durée.

## Devise du33erégimentd'infanterie de marine
« Tchimbé raid, pas moli », soit « Reste vaillant, accroche toi » est la devise du 33e RIMa, hérité de la période du service national. À compter du 1er août 2015, la devise du 33e RIMa est « on est comme ça au 33 ! » en écho au dernier vers du chant de tradition du régiment.

## Drapeau du régiment

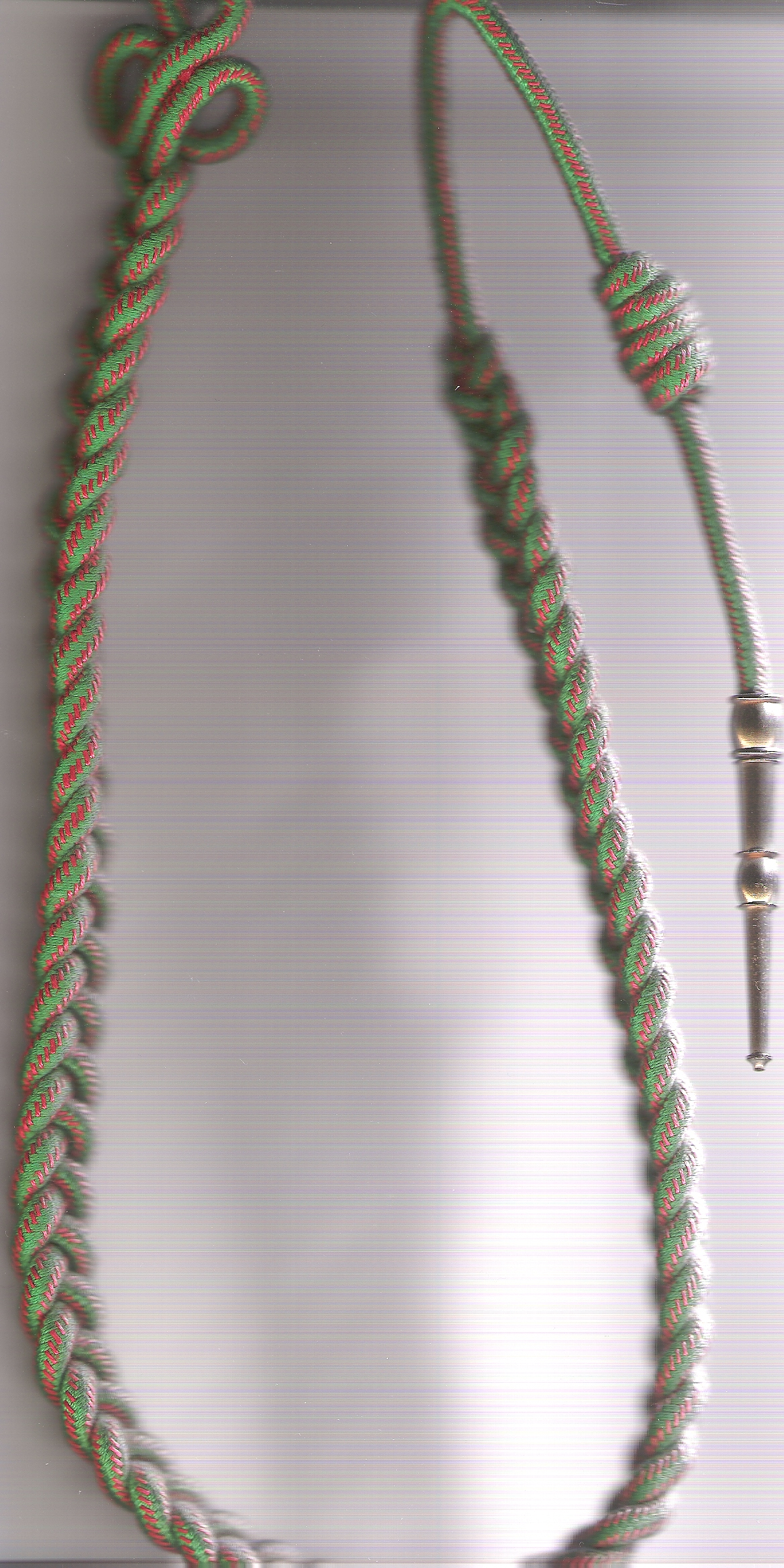
Fourragère aux couleurs du ruban de la croix de guerre 1914-1918

il porte, cousues en lettres d'or dans ses plis, les inscriptions suivantes :
- Champagne 1915
- L'Aisne 1917
- Verdun 1917
- Fourragère aux couleurs du ruban de la Croix de guerre 1914-1918. Celle-ci a été remise au régiment le 19 juillet 1918 à Épernay
- Croix de guerre 1914-1918 avec 2 palmes (2 citations à l'ordre de l'Armée 1914-1918)
- Croix de guerre 1939-1945 avec 1 palme (1 citation à l'ordre de l'Armée 1939-1945)

## Missions
Les missions du 33e RIMa sont :
- en qualité de force de souveraineté, la défense militaire terrestre et le secours aux populations
- en qualité de force prépositionnée, la protection des intérêts et ressortissants français de la zone Caraïbe
- en qualité de plate-forme outre-mer, le soutien technique des forces terrestres et de la garnison et la formation à l'action en milieu tropical humides des modules tournants

## Matériels Majeurs
Le 33e RIMA est un régiment d'Infanterie légère motorisé sur camionnettes tactiques de type TRM 2000, GBC 180, VTC Peugeot, et Armement Léger d'Infanterie.

## Missions récentes
- 1998 : aide à la population à Saint-Martin, Saint-Barthélémy et en République dominicaine, assistance technique au Nicaragua et au Guatemala
- 1999 : assistance Technique au Venezuela.
- 2011 : assistance à la population en Haïti
- 2017 : assistance à la population à Saint-Martin à la suite du passage de l'ouragan Irma
- 2017 : dégagement des routes et sites touristiques à la suite de l'ouragan Maria qui a fortement touché le Sud Basse-Terre en Guadeloupe

## Organisation
- un état-major
- une compagnie de commandement de logistique (CCL)
- deux compagnies tournante (1re et 2e compagnies)
- deux compagnies de réserve (3e et 4e compagnies)

## Traditions
La fête des troupes de marine
- Elle est célébrée à l'occasion de l'anniversaire des combats de Bazeilles. Ce village qui a été 4 fois repris et abandonné sur ordres, les 31 août et le 1er septembre 1870.

Et au Nom de Dieu, vive la coloniale
- Les Marsouins et les Bigors ont pour saint patron Dieu lui-même. Ce cri de guerre termine les cérémonies intimes qui font partie de la vie des régiments. Son origine est une action de grâce du Révérend Père Charles de Foucauld, missionnaire, voyant arriver à son secours les unités coloniales un jour où il était en difficulté avec une tribu locale.

## Sources et bibliographie
- Erwan Bergot, La coloniale du Rif au Tchad 1925-1980, imprimé en France : décembre 1982, n° d'éditeur 7576, n° d'imprimeur 31129, sur les presses de l'imprimerie Hérissey.
- https://www.emsome.terre.defense.gouv.fr/index.php/fr/33-rima